# Ca n'Anneta
Ca n'Anneta és un establiment comercial fundat el 1876 a Sant Carles de Peralta (Eivissa) per Josep Anguera Rosselló. Ha estat regentat per quatre generacions.
Ca n'Anneta va ser el primer comerç que hi va haver a Sant Carles. A més de botiga era a la vegada bar i estanc, conegut amb el nom de Can Pep Benet. Més tard, abans de l'any 1940, es fa càrrec d'aquest establiment Ana Maria Marí Torres, casada amb un fill del fundador i mare de Nestor Noguera Marí, qui el dirigeix més de trenta anys.
Aquest establiment va aconseguir un important renom internacional als anys 60 i 70 quan Eivissa era el paradís dels hippies. És en aquests anys quan pren el nom de Ca n'Anneta. Els murs del bar i el restaurant són tradicionals i estan coberts d'obres d'artistes locals.
Elabora les seves pròpies Herbes Eivissenques amb el registre de Ca n'Anneta de Sant Carles, seguint la recepta tradicional.
El 2006 va rebre el Premi Ramon Llull per mantenir l'esperit acollidor eivissenc.